# Balthasar van der Ast

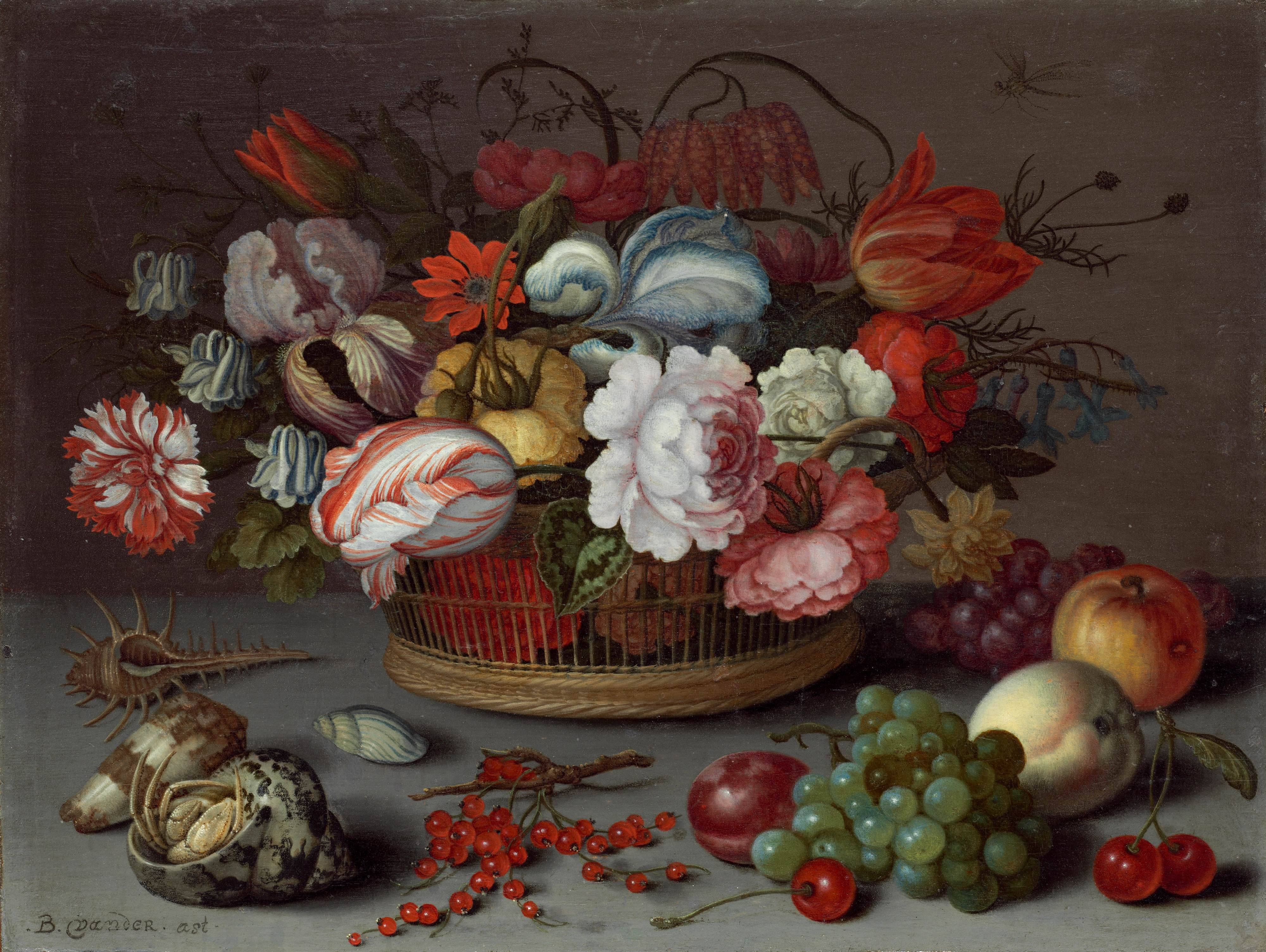
Koszyk z kwiatami, ok. 1622

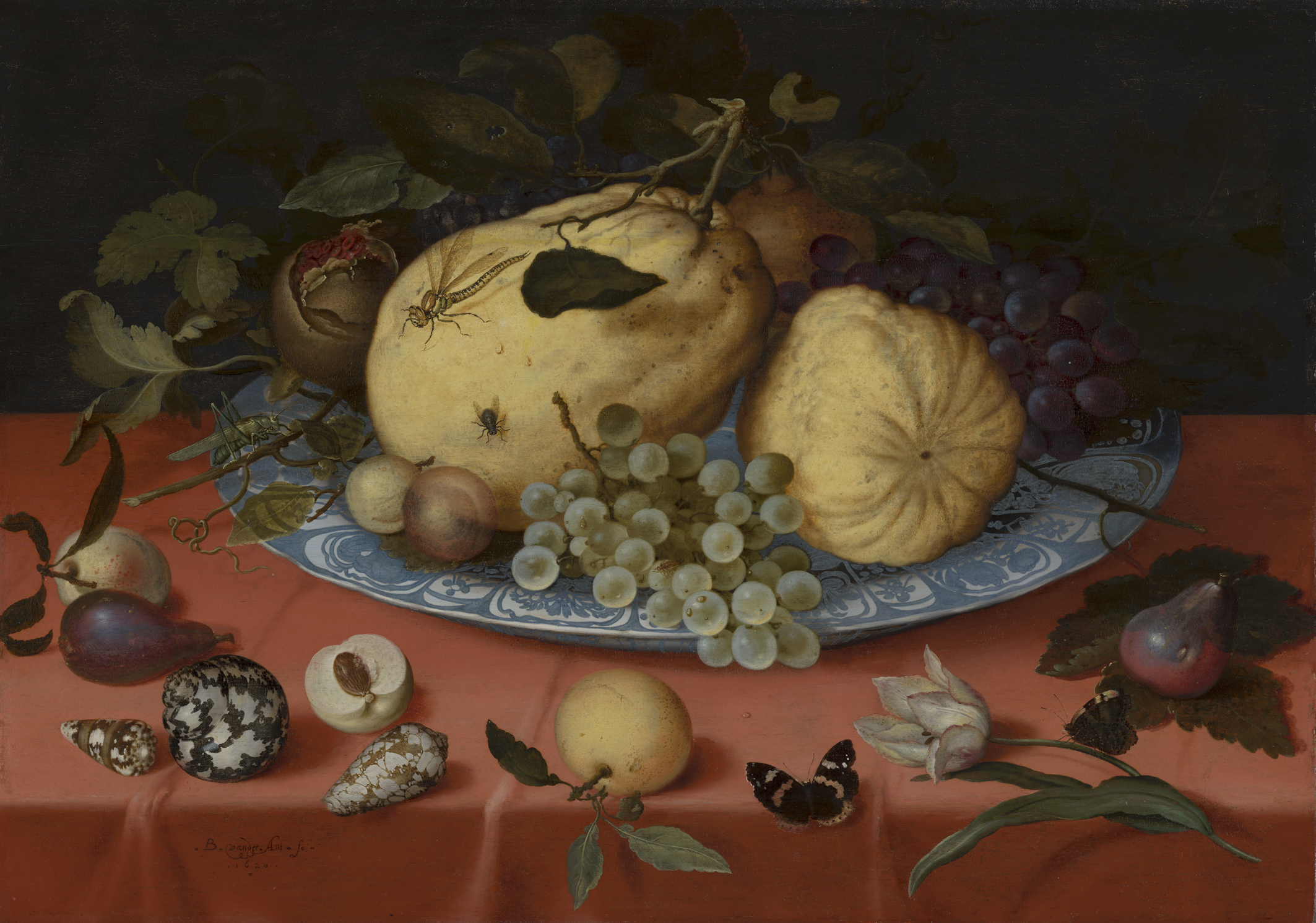
Taca z owocami, ok. 1620

Balthasar van der Ast (ur. 1593 lub 1594 w Middelburgu, poch. 19 grudnia 1657 w Delfcie) – holenderski malarz martwych natur, uczeń i kontynuator twórczości Ambrosiusa Bosschaerta.

## Życiorys
Balthasar van der Ast urodził się w holenderskiej prowincji Zelandia, w rodzinie dobrze prosperujący kupca. Po śmierci ojca w 1607 zamieszkał z siostrą Marią i jej mężem, wybitnym malarzem kwiatów Ambrosiusem Bosschaertem. Przez kolejne lata Balthasar pozostawał pod wpływem twórczości szwagra, który był jego nauczycielem i mentorem. Towarzyszył mu także po przeprowadzkach do Bergen op Zoom i Utrechtu, był też nauczycielem jego trzech synów: Ambrosiusa Młodszego (1609–1645), Abrahama (1612–1635) i Johannesa (ok. 1610–1650).
Po śmierci Ambrosiusa Bosschaerta artysta pozostał w Utrechcie, gdzie w 1619 jest wzmiankowany jako członek tamtejszej gildii św. Łukasza. W 1632 przeniósł się do Delftu i w tymże roku wstąpił do tamtejszej gildii św. Łukasza. Rok później ożenił się z Margrietą Jans van Buijereni, z którą miał dwie córki. Jego uczniem w tym czasie był prawdopodobnie Jan Davidszoon de Heem. Artysta zmarł w grudniu 1657 i pochowany został w Oude Kerk.

## Twórczość
Balthasar van der Ast malował początkowo pod wpływem szwagra przede wszystkim kwiaty. Później skoncentrował się na martwych naturach z owocami i egzotycznymi muszlami, jego prace z okresu pobytu w Utrechcie wykazują wpływ Roelandta Savery (1576–1639).
Martwe natury van der Asta odznaczają się drobiazgowością w oddawaniu szczegółów i dużą liczbą przedstawień owadów, jaszczurek i muszli, które uzupełniały kompozycje. Ten rodzaj twórczości, określany jest czasami mianem realizmu naiwnego, bowiem na obrazach malarza prezentowane są obok siebie kwiaty i owoce nie występujące jednocześnie w tym samym czasie. Świadczy to o tym, że część z nich była malowana z pamięci, szkiców lub na podstawie ilustracji w atlasach botanicznych.